# Léon Gauthier (Bischof)

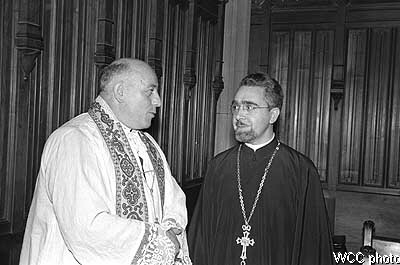
Léon Gauthier (links) und Bischof Iakovos von Melita

Léon Ernest Gauthier (* 27. September 1912 in La Chaux-de-Fonds, Neuchâtel; † 13. Dezember 2003 in Biel) war von 1972 bis 1986 der vierte Bischof der Christkatholischen Kirche der Schweiz.

## Leben
Nach dem Studium der Theologie von 1931 bis 1936 an der christkatholisch-theologischen Fakultät der Universität Bern empfing er 1936 die Priesterweihe und heiratete in demselben Jahr Erna Herzog. 1955 erwarb Gauthier in Genf das Lizentiat in ökumenischer Theologie und wirkte danach 1937–1972 als Pfarrer der Gemeinde Saint-Germain in Genf und 1940–1972 auch in Lancy-Carouge. Währenddessen war er 1955–1972 als bischöflicher Vikar tätig und wurde 1972 von der Nationalsynode zum Bischof der Christkatholischen Kirche der Schweiz gewählt, was er bis 1986 blieb. er war der erste Romand in diesem Amt.
International vertrat er seine Kirche 1961 bei der 3. Vollversammlung des Ökumenischen Rates der Kirchen in Neu-Delhi. Später als Bischof wurde er Sekretär der Internationalen Altkatholischen Bischofskonferenz und Mitvorsitzender der Gemischten Orthodox-Altkatholisch Theologischen Kommission. Gauthier, der die Ökumene enorm förderte, veröffentlichte zahlreiche Artikel in kirchlichen und theologischen Zeitschriften.